# Duplicazione intestinale
La duplicazione intestinale è una particolare struttura anomala, rivestita da epitelio mucoso, costituita dalla formazione di cisti o piccoli canali che si attaccano al tessuto interno dell'intestino. Tale difformità si riscontra durante lo sviluppo del feto ed è causata da un difetto del processo di vacuolizzazione.

## Epidemiologia
La sua frequenza nei nascituri è rara, mostrandosi quasi esclusivamente nei primi anni del bambino. I luoghi dove si manifestano con più frequenza sono l'ileo, l'esofago e lo stomaco, e con minore incidenza colon e duodeno.

## Clinica
Una persona può essere affetta da più duplicazioni intestinali e non accorgesene, oppure possono mostrarsi sintomi a livello gastrointestinale con dolore persistente.
Per localizzazioni ileali o coliche, la duplicazione può presentarsi come sub-occlusione intestinale

## Trattamento
Si interviene solo per le duplicazioni che mostrano sintomi gravi, il trattamento è chirurgico con resezione completa delle malformazioni anatomiche.
È stata eseguita con successo la Marsupializzazione per via endoscopica di duplicazione cistica del cieco con remissione completa.